# Attaces

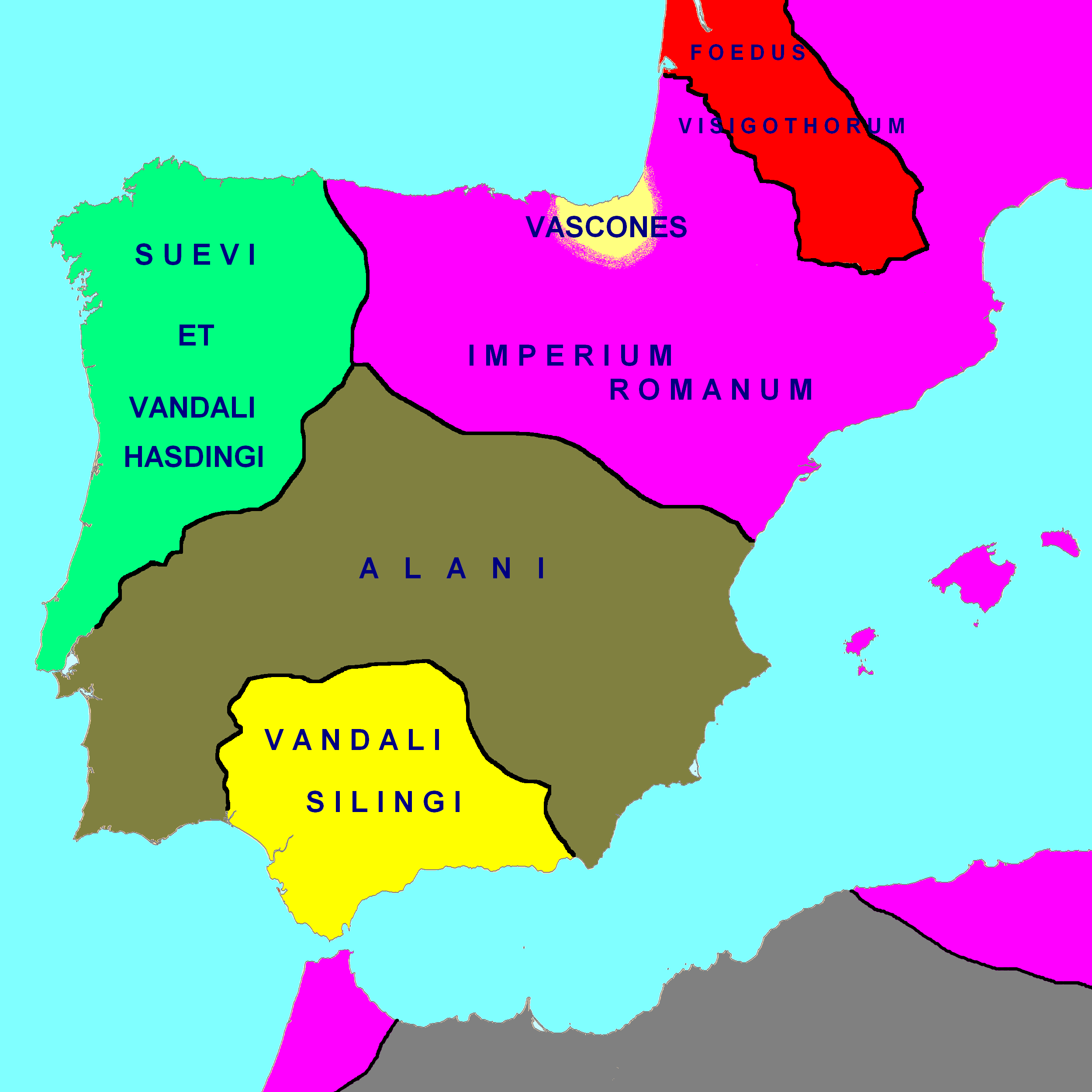
Mapa království Alanů za vlády Attacese na počátku 5. století

Attaces také Addac (? – 418) byl král západních Alanů, původem kmenového svazu asijského původu, nástupce krále Respendiala. V roce 409 se Alané usadili v římských provinciích Lusitánie a Carthaginiensis, které se nacházely na Pyrenejském poloostrově na území dnešního Portugalska a Španělska.
Byl nástupcem Respendiala, který přivedl Alany, spolu společně s hasdingskými Vandaly a Svéby na Pyrenejský poloostrov při útěku před kočovnými Huny v roce 409, když předtím v 406 v bitvě u Mohuče porazili římské spojence (federáty) Franky. V roce 418 byl Attaces poražen a zabit v boji s vizigótským králem Walliou, který ostatní germánské kmeny napadal ve službách římského císaře Honoria. Zbytek západních Alanů na Pyrenejském poloostrově apelovali na krále Hasdingských Vandalů Gundericha, aby přijal alanskou korunu. Později vandalští králové sebe označovali titulem rex Vandalorum et Alanorum (král Vandalů a Alanů). Kolem roku 430 byli vandalští králové nucení se svým společenstvím Hasdingů a Alanů, kvůli neustálým útokům Vizigótů, odejít do severní Afriky.